# ترقب الخطر
ترقب الخطر (بالإنجليزية: Stay Tuned for Danger)‏ هي اللعبة الثانية من سلسلة ألعاب كمبيوتر نانسي درو التي أنشأتها هير إنتراكتيف وتم إصدارها عام 1999. سبقتها يمكن للأسرار أن تقتل وتلتها رسالة في قصر مسكون. ترقب الخطر هي لعبة من منظور الشخص الأول لنانسي درو. خصائص اللعبة هي أن وقت اللعب أطول والرسومات محسنة مقارنة باللعبة السابقة، يمكن للأسرار أن تقتل. واللعبة مبنية على كتاب «ترقب الخطر» من سلسلة ملفات نانسي درو.

## ملخص الحبكة
تم دعوة نانسي درو للتحقيق وراء كواليس تصوير مسلسل درامي نهاري بارز في نيويورك. ريك أرلين، نجم تلفزيوني شهير، يتلقى في رسائل تهديد وطلب من نانسي كشف الجاني.

## الشخصيات
- ماتي جينسن -- ماتي نجمة تلفزيونية استأجرت شقة العمة إلويس. تعمل في استوديو بث حول العالم مع ريك أرلين. وكيلها هو دواين باويرس.
- ريك أرلين -- يعمل ريك مع ماتي جينسن في برنامج «ضوء محبتها». ريك يكسر عقده من أجل نقله إلى مجال الأفلام. حصل ريك على عدة تهديدات بالقتل، ملاحظات، شكولاتة مسممة، أزهار ميتة، قنابل وساعة مكسورة.
- دواين باورز -- دواين ممثل فاشل عرف ماتي وريك من الأيام المبكرة في مسرح مخزون الصيف. وهو الآن وكيل مواهب ويبدو أنه على دراية في التمثيل.
- ميلدريد «ميلي» ستراثورن -- ميلي سيدة عجوز غريبة الأطوار وهي رئيسة بث حول العالم. لديها أيضاً مشكلة التمييز بين الواقع والخيال. وقد كانت تحاول إخراج شخصية ريك من البرنامج لبعض الوقت.
- ليليان وايس -- المخرجة النزقة ل«ضوء محبتنا». ليليان واحدة من القلوب التي كسرها ريك في الماضي.
- رالف غاردينو -- رالف هو حارس أمن بث حول العالم البدين.
- ويليام «بيل» باباس -- بيل باباس منتج «ضوء محبتنا» وكسر ريك أرلين صفقة معه.
- أوين سبايدر -- هو رجل غامض يعمل خلف الكواليس يظهر دائماً عندما حدوث الحوادث والتهديدات، لا يمكنك مقابلته وجهاً إلى وجه حتى الآن. وكان يعمل في وكالة دواين باورز مؤخراً.

### أصدقاء الهاتف
- بيس مارفن وجورج فاين—بيس وجورج صديقتي نانسي المفضلتين. يمكن الاتصال بهما للحصول على تلميحات حول الألغاز أو بشأن الخطوة المقبلة.
- نيد نيكرسون—نيد هو حبيب نانسي. مثل بيس وجورج، يمكن الاتصال به للحصول على تلميحات ولمناقشة القضية.

## الممثلين
- لاني مينيلا -- نانسي درو\ميلي ستراثورن
- موريا أنجلين (موريا سيبولد) -- ماتي جينسن
- ريان دروموند—ريك أرلين
- جيرال فونتاين -- ليليان وايس
- بوب هيث -- دواين باورز\رالف غاردينو
- روجير جينسن -- أوين سبايدر
- ريان كامببيل -- نيد نيكرسون
- كايتي ديني -- بيس مارفن
- ليندساي نيومان -- جورج فاين
- فرانك مارتن -- ويليام باباس

## الفرص الثانية
خلال اللعبة وغيرها من ألعاب كمبيوتر نانسي درو، هناك عدد من الأخطاء التي يمكنك القيام بها، كالسقوط عن الدرج وإشعال النار في شيء ما. يمكن استخدام خيار «الفرصة الثانية» لتصحيح هذه الأخطاء. وهذه قائمة من الأخطاء التي يمكن اقترافها في هذه اللعبة:
- مغادرة غرفة ملابس ريك من دون نزع فتيل القنبلة.
- عدم نزع فتيل القنبلة في الوقت المناسب.
- قطع السلك الخاطئ في القنبلة.
- القبض عليك من قبل حارس الأمن غاردينو خلال الليل.
- تشغيل إنذار الحريق بلا داع.
- استغراق كثير من الوقت لاستدعاء رالف، مما يسمح للجاني بخنقك.

## الأعطال
- إذا نقرت مرتين على الخزانة في غرفة ملابس ماتي سينتهي بك الأمر في مكتب دواين باورز مع خزانة الملفات مفتوحة.
- في شقة ماتي عندما تتصل بالرقم 555-5253 (من اللعبة السابقة يمكن للأسرار أن تقتل) تظهر نافذة إعلام بعد النقر على «موافق»، سينتهي بك الأمر في الاستوديو بصراخ ليليان في وجهك.

## وصلات خارجية
- ترقب الخطر على موقع IMDb (الإنجليزية)

ترقب الخطر من هير إنتراكتيف
| سبقه يمكن للأسرار أن تقتل | ألعاب نانسي درو 1998-الآن | تبعه رسالة في قصر مسكون |